# John Du Cann
John Du Cann (Leicester, 2 giugno 1946 – Norwich, 22 settembre 2011) è stato un chitarrista e cantante britannico.

## Biografia
È stato uno dei componenti degli Atomic Rooster negli anni settanta e chitarrista dei Thin Lizzy durante una tournée in Germania nel 1974.
Ha collaborato con la casa discografica Angel Air Records.
È scomparso nel 2011 all'età di 61 anni a seguito di un attacco cardiaco.

## Discografia parziale

### Solista
Album in studio
- 1967 – The Attack
- 1992 – Nothing Better
- 1999 - The World's Not Big Enough

### Con gli Andromeda
Album in studio
- 1969 - Andromeda
- 1990 - Seven Lonely Street
- 1992 - Return to Sanity...

### Con gli Atomic Roooster
Album in studio
- 1970 – Death Walks Behind You
- 1980 – Atomic Rooster